# Mühlheimer Felsenhöhle
Die Mühlheimer Felsenhöhle befindet sich in Mühlheim an der Donau. Die Tropfsteinhöhle wurde erstmals vom Schwäbischen Albverein im Jahre 1912, danach neu im Jahre 1977 erschlossen.
Der Eingang zur Höhle liegt historisch bedingt offen in der Felsenhalde (daher der Name Felsenhöhle), die Höhle wurde somit nicht erst durch einen Erdrutsch oder durch Zufall entdeckt.
Die Felsenhöhle entspricht nicht im herkömmlichen Sinne einer Schauhöhle. Die Höhle ist in einem naturbelassenen Zustand und so gesichert, dass bei einer normalen Begehung der Besucher unfallfrei bleibt.
Die Höhle ist jährlich an Christi Himmelfahrt kostenlos zu besichtigen, wenn zeitgleich das vom Schwäbischen Albverein bewirtete Höhlenfest stattfindet. Zu anderen Zeiten sind ausschließlich Gruppenbesichtigungen möglich, da der Eingang der Höhle zum Schutz vor Vandalismus verschlossen ist. Im Zeitraum von Ende Oktober bis Mitte März steht die Höhle auch nicht für Gruppenführungen zur Verfügung, da sich Fledermäuse in dieser Zeit im Winterschlaf befinden.

## Allgemeines zur Höhle
Die Temperatur in der Höhle beträgt das ganze Jahr über 5–7 °C, sie ist 134 Meter lang.
Gleich hinter dem Eingang befindet sich eine 3,5 Meter hohe Eisenleiter. In etwa der Mitte der Höhle passiert man auf einem Betonsteg (mit Eisengeländer) eine 25 Meter tiefe Spalte. Am Ende der Felsenhöhle gelangt man über eine 8,5 Meter hohe Leiter mit Geländer in den sogenannten Höhlenkessel. In diesem Kessel sieht man unter der Leiter eine prächtige Versteinerung, an deren Fuß sich eine kleine Quelle mit Sinterbecken befindet. Eine Jahreszahl mit den Ziffern 1813 beweist, dass die Höhle auch schon vor ihrer Erschließung im Jahre 1912 besucht wurde.
Der Aufstieg zur Höhle beginnt beim Mühlheimer Friedhof in der Altstadt. Über den leicht steil ansteigenden markierten Weg im Naturschutzgebiet Buchhalde-Oberes Donautal gelangt man in rund 20 Minuten zur Felsenhöhle.
Geologisch befindet sich die Höhle in den Kalkschichten des Weißjura delta und epsilon.
Am 6. Oktober 2022 wurde die Mühlheimer Felsenhöhle als Geopoint im UNESCO Global Geopark Schwäbische Alb eingeweiht.